# Grupo de Lie
Um grupo de Lie (e/ou "Conjunto de Lie"), que é simbolizado matematicamente pelo "L e/ou S"(de Sterling), é uma variedade diferenciável que admite uma estrutura de grupo onde as operações multiplicação e inversão são deriváveis. Este conceito foi introduzido em 1870 por Sophus Lie ao estudar certas propriedades das equações diferenciais, nesse conjunto figuram diversas funções de grau superior a unidade, hiperbólicas, senoides, e outras funções em diversos graus, que possibilitam ao cálculo da derivada. Inclusive com estudos das funções de grau inferior a unidade, que foram expostas nos seus trabalhos, intitulado na época de "Princípios e Processos para as Diferenciações". Tal livro(tese), foi editado em diversos idiomas a partir de 1870, em diversas edições. Inclusive atualizadas pelo autor a medida que aprofundava seus estudos.

## Definição
Um Grupo de Lie é uma variedade {\displaystyle G}  suave que possui uma estrutura de Grupo, cujas operações de multiplicação e inversão são {\displaystyle {\mathcal {C}}^{\infty }}, isto é
{\displaystyle \mu :G\times G\to G,\mu (a,b)=ab,}
e a aplicação inversão, dada por 
{\displaystyle \iota :G\to G,\iota (a)=a^{-1}}
são ambas {\displaystyle {\mathcal {C}}^{\infty }}. 
A suavidade da operação de multiplicação significa que {\displaystyle \mu } é uma aplicação suave do produto de variedades {\displaystyle G\times G}, para {\displaystyle G}. De forma simplificada, podemos combinar as duas operações em um único mapa
{\displaystyle (a,b)\mapsto ab^{-1}}
{\displaystyle {\mathcal {C}}^{\infty }} entre {\displaystyle G\times G} e {\displaystyle G}.

## Exemplos
- {\displaystyle \mathbb {R} ^{n}} - o espaço euclidiano real de dimensão n, visto como um grupo aditivo.
- {\displaystyle GL_{n}(\mathbb {R} )} - o grupo linear real de ordem n, com a operação de multiplicação de matrizes.
- {\displaystyle \mathbb {H} ^{*}} - o grupo multiplicativo dos quaterniões não nulos.
- Seja {\displaystyle n\geq 1}. O grupo {\displaystyle GL(n,k)} (onde {\displaystyle k=\mathbb {R} }  ou {\displaystyle \mathbb {C} }) das matrizes invertíveis {\displaystyle n} por {\displaystyle n} é um grupo de Lie, visto que a operação multiplicação de matrizes é contínua, já que se {\displaystyle A} e {\displaystyle B} são matrizes, então as entradas de {\displaystyle AB} são somas de produtos de entradas de {\displaystyle A} e {\displaystyle B}.

É possível mostrar que todo subgrupo fechado de {\displaystyle GL(n,k)} também é grupo de Lie. Disto segue que {\displaystyle U(n),SU(n),O(n)} e {\displaystyle SO(n)} são grupos de Lie para todo {\displaystyle n\geq 1}. Em geral, os subgrupos fechados de {\displaystyle GL(n,k)} são chamados de grupos de Lie clássicos.

### Mais exemplos de Grupos de Lie
- O grupo SO(2)  definido como sendo o grupo das matrizes ortogonais com determinante igual a 1, é um Grupo de Lie difeomorfo ao círculo unitário {\displaystyle S^{1}}.
- O Grupo SU(2) formado pelas matrizes unitárias com determinante igual a 1 é um grupo de Lie difeomorfo a 3-esfera {\displaystyle S^{3}}.

## Aplicação de grupo de Lie na Física
1. Grupos de Lie sua Aplicação nas Leis de Movimento

Para que o proveito seja maior, definiremos o que é grupo de simetria e em seguida, utilizaremos o conceito por trás desta ideia para analisarmos as leis de movimento sob a ótica da mecânica clássica. 
1.1) Grupos de Simetria
Na teoria dos grupos o grupo de simetria é o grupo de todas as transformações sob as quais um objeto é invariável, dotado da operação de composição. Essa transformação “move” o objeto, mas preserva toda a sua estrutura relevante. Uma notação frequente para o grupo de simetria de um objeto X é G(X). Para um objeto em um espaço métrico, suas simetrias formam um subgrupo do grupo isometria do espaço ambiente. 
Para a simetria de objetos físicos, consideramos sua composição física como parte do modelo. (Um modelo ou padrão pode ser especificado formalmente, por exemplo, como um campo escalar, como um campo vetorial ou como uma função mais geral no objeto.). O grupo de simetria G(X) consiste nas isometrias que mapeiam X . Dizemos que X é invariante sob esse mapeamento, e o mapeamento é uma simetria de X.[5]
1.2) A Invariância das Leis de Movimento de Newton em Referenciais Inerciais
Uma vez que a importância da simetria para uma teoria científica já foi enunciada no primeiro capítulo deste trabalho, passemos agora a analisar sua aplicabilidade em uma das teorias físicas mais conhecidas: As Leis de Movimento de Newton.
Especificamente, na Mecânica Newtoniana, estamos falando sobre três leis: 
1ª Lei: Em um sistema de referencial inercial, um corpo se move sempre em velocidade constante a menos que uma força resultante atue sobre ele. 
2ª Lei: A taxa de variação do momento de um corpo é igual a força resultante aplicada sobre o corpo. 
3ª Lei: Se um objeto A exerce uma força sobre um objeto B, então o objeto B exerce uma força sobre o objeto A. Tais forças possuem mesmo módulo e mesma direção, porém, atuam em sentidos opostos.
Enunciado Alternativo para a 3ª Lei: Na ausência de qualquer força externa, o momento total            {\displaystyle {\vec {P}}=\sum _{i=1}^{N}{\vec {p_{i}}}=\sum _{i=1}^{N}m_{i}{\vec {v_{i}}}}        de um sistema é constante.
Além disso, vamos definir alguns termos que serão recorrentes ao longo deste estudo: 
Sistema de Referência: É um conjunto de coordenadas no qual representaremos as medidas centrais da mecânica newtoniana, ou seja, posição, tempo e aceleração.
Figura 1) Um sistema de Referência. Fonte: http://virginia.edu/classes/252/lecture1_files/image009.gif
Sistema de Referência Inercial: É um sistema no qual as leis de Newton são válidas. Nesse sistema, qualquer corpo livre da influência de uma força externa permanece em repouso se seu estado inicial for repouso, ou movimento caso esse seja seu estado anterior. 
Agora, munidos das definições e postulados acima, observemos com mais atenção a Segunda Lei de Newton. Essa lei é, para referenciais inerciais, familiarmente descrita como
{\displaystyle F=m.a}

onde m é massa inercial (um escalar) e a é a aceleração (um vetor). Vale a pena destacar que a aceleração é a taxa de variação da velocidade, que por sua vez é a taxa de variação do deslocamento ao longo de um intervalo de tempo. Assim
{\displaystyle a={d \over dt}v={d^{2} \over dt^{2}}x}

A questão apresentada é: Supondo que tais leis da mecânica sejam válidas para um determinado sistema referencial, elas continuarão sendo válidas para um outro sistema movendo-se em relação ao sistema inicial? 
Para responder esse questionamento, precisamos relacionar posição, velocidade e aceleração no sistema de referência inicial a seus correspondentes no segundo sistema de referência. Obviamente, os dois sistemas precisam se mover com velocidade relativa constante caso contrário a Lei da Inércia (1ª Lei) não será válida para ambos.
Figura 2) Dois Sistemas de Referência se movendo relativamente em relação ao outro ao longo do eixo x. Fonte: http://virginia.edu/classes/252/lecture1_files/image021.gifO sistema inicial será representado por S e o segundo sistema por S’. Suponha que S’ se desloque em relação a S ao longo do eixo x. Por conveniência, vamos chamar o momento em que O’ passa por O como o ponto inicial (ou ponto zero) do cronômetro.
Se um evento qualquer acontece nas coordenadas (x,y,z,t) em S, quais serão suas coordenadas (x’, y’, z’, t’) em S’? 
Como sincronizamos os relógios quando O’ passou por O, é trivial dizer que t = t’. Também, extraindo da figura 2, é evidente que y’ = y e z’ = z. Também podemos verificar que x = x’+ vt. Assim, (x, y, z, t) em S se relacionará com as coordenadas (x’, y’, z’, t’) em S’ pelas seguintes transformações:
{\displaystyle x'=x-vt,}
{\displaystyle y'=y,}{\displaystyle z'=z}{\displaystyle t'=t.}Tais transformações são chamadas de Transformações de Galileu e nos mostram a transformação das posições. Vamos analisar agora as consequências dessas transformações na velocidade e na aceleração.
Sendo {\displaystyle V'_{x}a} velocidade em S’ na direção x, temos
{\displaystyle v'_{x}={dx' \over dt'}={dx' \over dt}={d(x-vt) \over dt}={dx \over dt}-v=v_{x}-v.}que traduz um resultado já esperado: A fórmula da adição de velocidades {\displaystyle V_{x}=V'_{x}+V} E como a aceleração se transforma?
{\displaystyle {dv'_{x} \over dt'}={dv'_{x} \over dt}={d \over dt'}(v_{x}-v)={dv_{x} \over dt}}
já que v é constante.
Isso significa que {\displaystyle a'_{x}=a_{x}} , ou seja, a aceleração é a mesma em ambos os sistemas de referência. Agora, é um fato experimental (pelo menos no domínio da mecânica clássica) que as medições de massa de qualquer objeto fornecem o mesmo resultado em todos os referenciais inerciais. Logo, a massa medida em S e S’ são iguais. Isso garante que a Segunda Lei de Newton expressa o mesmo resultado em qualquer um dos referenciais (F’ = F). [7] Podemos mostrar que tal transformação garante a invariância da primeira e da terceira lei de Newton. Observe:    
Invariância da Primeira Lei de Newton:
Em S:{\displaystyle {\vec {F}}=0\Rightarrow {\vec {x_{o}}}+{\vec {v_{0}}}.t}
Em S’:{\displaystyle {\vec {x'}}={\vec {x'_{0}}}-{\vec {v}}.t={\vec {x_{0}}}+{\vec {v_{0}}}.t-{\vec {v}}.t={\vec {x_{0}}}+({{\vec {v_{0}}}-{\vec {v}}})t'}
Como v é constante, garante-se a equivalência de ambas as leis.
Invariância da Terceira Lei de Newton:Momento em S:{\displaystyle {\vec {P}}=\sum _{i=1}^{N}{\vec {p_{i}}}=\sum _{i=1}^{N}m_{i}{\vec {v_{i}}}=cte}
Momento em S’:{\displaystyle {\vec {P'}}=\sum _{i=1}^{N}{\vec {p_{i}}}=\sum _{i=1}^{N}m_{i}{\vec {v'_{i}}}=\sum _{i=1}^{N}m_{i}{d{\vec {x'_{i}}} \over dt}=\sum _{i=1}^{N}m_{i}{d \over dt}({\vec {x_{i}}}-{\vec {v}}t)={\vec {P}}-M{\vec {v}}=cte} 1.3) Os Grupos de Simetria e a Invariância das Leis de Newton
Sabe-se que as rotações e translações sob a mesma origem são isometrias. Dessa maneira, é direta a constatação de que as Leis de Newton atendem a simetria das rotações e translações efetuadas no mesmo sistema de referência inercial. Tal características implica que as leis de Newton são invariantes sob a ação do chamado Grupo Euclidiano.
O grupo Euclidiano E(n) é o grupo de isometrias do espaço Euclidiano {\displaystyle \mathbb {R} ^{n}} . Em outros termos, são as transformações do espaço que conservam as distâncias euclidianas entre dois pontos (chamadas de transformações euclidianas). No grupo euclidiano E(n) estão incluídas as rotações, translações, reflexões e suas combinações, sendo todas isométricas.
Por sua vez, a análise das leis de Newton sob o ponto de vista da mudança do sistema de coordenadas mostra um novo tipo de simetria, pois vimos que a transformação de coordenadas pode depender do tempo, x’ = x – vt. O grupo de transformações que deixa as leis de Newton invariantes é chamado de Grupo de Galileu. Esse é o grupo de transformações associadas aos sistemas inerciais. Claramente o Grupo de Galileu também consiste em um Grupo Euclidiano de deslocamento rígido, ampliado para incluir as transformações de Galileu e as translações temporais. O Grupo de Galileu é um grupo contínuo de dez parâmetros, com três parâmetros para determinar as rotações (orientação da base), três parâmetros para as translações espaciais (posição da origem), três parâmetros para as transformações de Galileu (velocidade do centro de massa) e um parâmetro para as translações temporais (zero do cronômetro). Normalmente é representado por G(r, t ), onde {\displaystyle r\rightarrow r'=Rr+x_{0}+Vt} e {\displaystyle t\rightarrow t'=t+t_{0}.}
A invariância das leis de Newton sob a ação de um Grupo Euclidiano significa que ela fornece uma descrição do movimento das partículas e das interações que é independente da posição relativa e da orientação de um corpo de referência. A invariância das translações implica que todos os lugares no espaço posicional são equivalentes, ou seja, o espaço posicional é homogêneo. Invariância das rotações significa que todas as direções no espaço físico são equivalentes, ou seja, o espaço físico é isotrópico. Similarmente, invariância sob translações temporais significa que o tempo é homogêneo. Em síntese, as leis da física são as mesmas em todos os tempos e em todos os lugares.

## Álgebra de Lie
Se {\displaystyle G} for uma variedade diferenciável de dimensão finita, existe uma construção que torna o espaço tangente à identidade de {\displaystyle G} uma álgebra, e esta é a chamada álgebra de Lie associada a {\displaystyle G}.
Em termos da teoria de categorias, o functor que associa a cada grupo de Lie a sua álgebra de Lie é uma transformação natural.
É possível mostrar que álgebra de Lie de um grupo de Lie {\displaystyle G} é isomorfa à álgebra dos campos vetoriais sobre {\displaystyle G} que são invariantes por translação.
É sabido que para cada {\displaystyle n\geq 1}, a álgebra de Lie associada ao grupo das matrizes {\displaystyle n} por {\displaystyle n} unitárias é a álgebra das matrizes {\displaystyle n} por {\displaystyle n} auto-adjuntas. Uma generalização deste fato para espaços de operadores limitados sobre espaços de Hilbert é de grande importância para a formulação matemática da Mecânica Quântica, e neste contexto, tal resultado é chamado de teorema de Stone.